# Actio fiduciae contraria
Actio fiduciae contraria – w prawie rzymskim powództwo przysługujące powiernikowi (fiducjariuszowi) przeciwko powierzającemu na podstawie kontraktu powiernictwa.
Powództwo to zaczęto przyznawać pod koniec istnienia republiki i na początku pryncypatu.

## Charakterystyka powództwa
Kontrakt powiernictwa był umową bezpłatną, jednak fiduciariusz mógł się domagać od powierzającego zwrotu nakładów poczynionych na powierzoną rzecz, bądź innych szkód wynikłych z wykonania umowy. Roszczenia te chroniła actio fiduciae contraria, należąca do skarg opartych na dobrej wierze. Nie powodowała jednak infamii zasądzonej osoby.